# The Fire in Our Throats Will Beckon the Thaw
The Fire in Our Throats Will Beckon the Thaw è il secondo album in studio del gruppo musicale statunitense Pelican, pubblicato il 15 giugno 2005 dalla Hydra Head Records.

## Tracce
1. Last Day of Winter – 9:36
2. Autumn into Summer – 10:44
3. March to the Sea – 11:37
4. Untitled – 4:43
5. Red Ran Amber – 11:20
6. Aurora Borealis – 4:55
7. Sirius – 5:47

CD bonus nell'edizione giapponese
1. March into the Sea – 20:28
2. Angel Tears (Justin Broadrick Remix) – 12:24
3. Angel Tears (James Plotkin Remix) – 6:35
4. Sirius (Demo) – 5:06

## Formazione
Gruppo
- Larry Herweg – batteria, arrangiamento
- Bryan Herweg – basso, arrangiamento
- Laurent Lebec – chitarra, arrangiamento
- Trevor de Brauw – chitarra, arrangiamento

Produzione
- Greg Norman – registrazione, missaggio
- Rob Vester – assistenza tecnica
- John Golden – mastering

## Classifiche
| Classifica (2005)         | Posizione massima |
| ------------------------- | ----------------- |
| Stati Uniti (heatseekers) | 44                |